# Мухамедьяново
Мухамедья́ново (рос. Мухамедьяново, башк. Мөхәмәтйән) — присілок у складі Зіанчуринського району Башкортостану, Росія. Входить до складу Абзановської сільської ради.
Населення — 146 осіб (2010; 157 в 2002).
Національний склад:
- башкири — 99%